# Административное деление Смоленска
Город Смоленск разделён на 3 внутригородских района (района)
В рамках административно-территориального устройства области Смоленск является городом областного значения; в рамках муниципального устройства он образует муниципальное образование город Смоленск со статусом городского округа с единственным населённым пунктом в его составе.
Внутригородские районы не являются муниципальными образованиями.

## Внутригородские районы
| № | Район               | Площадь | Население | Код ОКАТО  |
| - | ------------------- | ------- | --------- | ---------- |
| 1 | Заднепровский район | 101,41  | 86 492    | 66 401 365 |
| 2 | Ленинский район     | 23,71   | 103 081   | 66 401 368 |
| 3 | Промышленный район  | 50,00   | 126 015   | 66 401 370 |

## История
21 июля 1936 года город Смоленск был разделён на три района: Заднепровский, Сталинский и Красноармейский. 12 декабря 1957 года районное деление было упразднено, районы расформированы.
Указом президиума Верховного Совета РСФСР № 673 от 5 июля 1965 года районное деление города было восстановлено, образованы Заднепровский и Промышленный районы.
Указом президиума Верховного Совета РСФСР № 673 от 4 декабря 1979 года в городе был образован Ленинский район.